# 拉莫夫
拉莫夫（法語：La Meauffe，法語發音：[la mof]）是法国芒什省的一个市镇，属于圣洛区。

## 地理
拉莫夫（49°10'35"N, 1°6'40"W）面积10.22 平方千米，位于法国诺曼底大区芒什省，该省份为法国西北部沿海省份，西、北、东北三面环大西洋，东起顺时针与卡爾瓦多斯省、奧恩省、马耶讷省和伊勒-维莱讷省接壤。
与拉莫夫接壤的市镇（或旧市镇、城区）包括：艾雷勒、卡维尼、勒梅尼勒鲁克瑟兰、埃勒河畔蒙、朗庞、埃勒河畔圣克莱尔、圣乔治蒙科克、维利耶福萨尔、蓬埃贝尔。

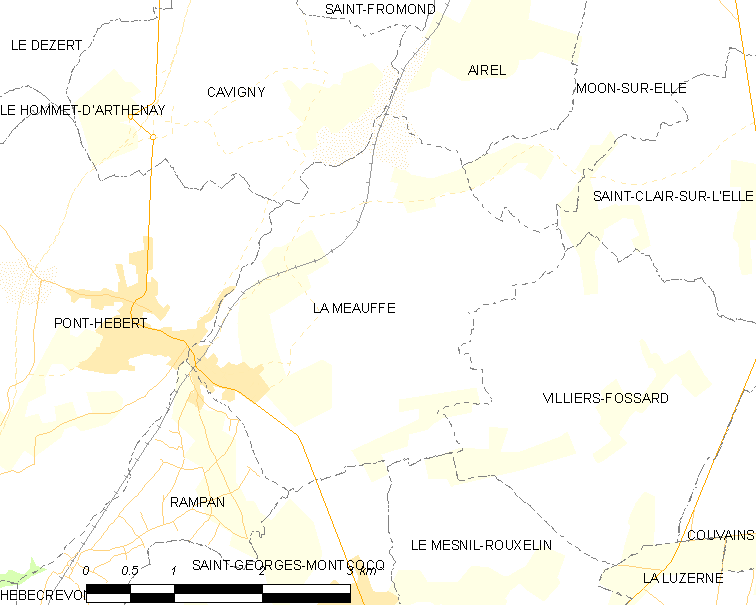
拉莫夫的OSM定位图

拉莫夫的时区为UTC+01:00、UTC+02:00（夏令时）。

## 行政
拉莫夫的邮政编码为50880，INSEE市镇编码为50297。

## 政治
拉莫夫所属的省级选区为蓬埃贝尔县。

## 人口

1962-2008年间拉莫夫人口变化图示

拉莫夫于2022年1月1日时的人口数量为998人。